# Магнет (поет)
Магнет (дав.-гр. Μάγνης; V ст. до н. е. ) — давньогрецький поет, представник давньої аттичної комедії.

## Життєпис
Народився в аттичному демі Ікарія. Про життя відомо замало. Здобув класичну освіту. Став відомим завдяки своїм п'єсам. У 472 році до н. е. вперше виступив з комедією в Афінах. Магнет став одним із засновників аттичної комедії. Тоді ж вона стало поступово виокремлюватися у самостійний жанр. Згідно відомостям Магнет 11 разів перемагав на змаганнях. Розквіт його популярності припадає на 460—450 роки до н. е.

## Твори
- Барбітисти
- Птахи
- Лідійци
- Жаби
- Битва котів та мишей
- Діоніс
- Горіхотворки